# 菅原神社 (堺市)
菅原神社（すがわらじんじゃ）は、大阪府堺市堺区にある神社である。通称堺天神（さかいてんじん）。堺北組（大小路以北）の氏神社。

## 祭神
- 菅原道真（すがわらみちざね）
- 天穂日命（あめのほひのみこと）
- 野見宿祢（のみのすくね）

## 歴史
もとは「天神社」と言い、神宮寺の常楽寺（天台宗）があった。
- 長徳3年（997年）、天神社として菅原大神を奉祀する。
- 明治5年、天神社を菅原神社と改める。常楽寺廃寺。
- 明治40年、宿屋町の薬祖神社を境内末社の地主神社合祀し、そして明治41年に神明町の神明神社・宿屋町の事代主神社・熊野町の熊野神社・泉北郡三宝村の附島神社を夫々合祀した。また、戎之町の事代主神社・戎島町の恵比須神社・境外飛地末社を遷座合祀した。
- 昭和20年、堺空襲で楼門と金毘羅宮以外の建物が焼失した[1]。

## 境内
- 紅梅軒 - 慶安年間（1648年-1651年）の創建。
- 椿の井戸 - 千利休の師、武野紹鷗が愛用したと伝えられる。
- 堺戎神社 - 戎之町・戎島町の町名の由来にもなった戎社二社を合わせ祀る。
- 薬祖神社 - 明治40年（1907年）に菅原神社に合祀。
- 稲荷神社

## 行事
- 歳旦祭 - 1月1日
- とんど祭 - 1月15日
- 節分祭 - 2月3日
- 初午祭 - 2月最初の午の日
- ホタル観賞会 - 6月中の2日間
- 大祓・茅の輪くぐり - 6月30日
- 八朔祭（例大祭） - 9月13日・14日（ふとん太鼓の宮入）
- 大祓 - 12月31日

## 文化財
大阪府指定文化財
- 楼門 - 鉄砲鍛冶の榎並屋勘左衛門（えなみやかんざえもん）の寄進により延宝5年（1677）に建立。昭和45年2月20日指定[2]。

## 交通
- 阪堺線花田口駅から徒歩5分

## 周辺情報
- 開口神社